# HD 13201
HD 13201，又名BD+16 247，SAO 92810、HR 624，是一颗恒星，视星等为6.43，位于銀經148.23，銀緯-41.79，其B1900.0坐标为赤經2h 3m 53.3s，赤緯+16° -41.79′ 19″。